# 黒谷川 (さいたま市)
黒谷川（くろやがわ）は、埼玉県岩槻区を流れる綾瀬川支流の準用河川。黒谷落とも表記される。

## 概要
農業用水として利用されてきた。元荒川から取水し、南へ流れる。周囲の小河川を次々に合流しつつ尾ケ崎で南西に向きを変え、綾瀬川に合流する。最下流部には尾ヶ崎新田堰がある。

## 支流
- 南下新井排水路

## 橋梁
- 名称不明
- 埼玉県道48号越谷岩槻線
- 埼玉県道214号新方須賀さいたま線
- 協和橋
- 観音橋
- 田原橋（埼玉県道324号蒲生岩槻線）
- 堰橋

## 周辺
- 岩槻文化公園
- さいたま市立新和小学校
- みそのウイングシティ
- 埼玉スタジアム2002